# ピクセルガン3D
ピクセルガン3D（英: Pixel Gun 3D）は、2013年に作られたファーストパーソン・シューティングゲームである。日本国内では「ピクガン」という略称で呼ばれることもある。

## ゲームプレイ
このゲームは、マルチプレイあるいはシングルプレイで遊ぶことができ、モードの種類が多様である。
オンラインバトルシューティングやバトルロイヤル、パルクールのチャレンジやアリーナなど様々なミニゲームで遊ぶことも可能である。また、兵器庫やトレーダーのバンにてゲーム内通貨を使ったりバトルパスなどを解放して武器を購入し様々なゲームで使うことも可能である。現在、約1000種類もの武器を使用することが可能となっている。